# Надин Лоран
 Надин Лоран је француска параолимпијска алпска скијашица . Освојила је сребрну и бронзану медаљу на Зимским параолимпијским играма 1992. у Албертвилу.

## Каријера
На Зимским параолимпијским играма 1992. у Тињу / Албертвил, Француска, освојила је две медаље: сребрну медаљу у слалому (са временом 1:25,90 , и бронзу у велеслалому за 2:31,80  .
Лоран је била шеста у спусту, и пети у супервелеслалому, у категорији ЛВ2.